# جان-لويس ماسون
جان-لويس ماسون (بالفرنسية: Jean Louis Masson)‏ هو مهندس وسياسي فرنسي، ولد في 25 مارس 1947 في متز في فرنسا. حزبياً، نشط في التجمع من أجل الجمهورية والاتحاد من أجل حركة شعبية.

## مناصب
- انتخب رئيس بلدية [الإنجليزية]‏ لا جارد (1 مارس 2001 – ).
- انتخب عضو مجلس الشيوخ الفرنسي.
- انتخب عضو مجلس جهوي.
- انتخب نائب فرنسي.
- انتخب نائب برلماني [الإنجليزية]‏ (1978 – 1986).

## وصلات خارجية
- الموقع الرسمي